# Madame Brisby et le Secret de NIMH
Pour le film, voir Brisby et le Secret de NIMH.
Madame Brisby et le Secret de NIMH (Mrs. Frisby and the Rats of NIMH) est un roman pour la jeunesse de l'écrivain américain Robert C. O'Brien (1918-1973) paru en 1971.
Inspiré par les recherches de John B. Calhoun sur la dynamique des populations de souris et de rats au National Institute of Mental Health (NIMH) des années 1940 aux années 1960,,, il raconte le combat d'une souris des champs veuve, Mme Brisby, pour sauver sa maison de la destruction et son fils atteint de pneumonie, avec l'aide d'un groupe d'anciens rats de laboratoire. En parallèle, les rats racontent l'histoire de leur fuite du laboratoire et du développement de leur société évoluée. 
Lauréat de la médaille Newbery en 1972, le livre a été traduit en français pour la première fois en 1982 sous le titre de Madame Brisby et le Secret de Nimh. La même année, il est adapté au cinéma en 1982 sous le titre Brisby et le Secret de NIMH (The Secret of NIMH). 

## Synopsis
Madame Brisby est à la tête d'une famille de souris des champs. Son fils Timothy est atteint d'une pneumonie au moment où l'agriculteur commence à se préparer au labour printanier dans le jardin où vit la famille Brisby. Habituellement, elle déménageait sa famille, mais Timothy ne survivrait pas au froid du voyage vers leur maison d'été. Madame Brisby obtient des médicaments auprès de son ami M. Ages, une vieille souris blanche. Sur le chemin du retour, elle sauve la vie de Jeremy, un jeune corbeau, de Dragon, le chat du fermier - le même chat qui a tué son mari, Jonathan. Jeremy suggère qu'elle cherche de l'aide pour déplacer Timothy auprès d'un hibou qui habite dans la forêt. Jeremy vole en portant Mme Brisby vers l'arbre du hibou, mais le rapace lui dit qu'il ne peut l'aider, jusqu'à ce qu'il découvre qu'elle est la veuve de Jonathan Brisby. Il lui suggère alors de demander l'aide des rats qui vivent dans un rosier près de chez elle. 
Madame Brisby découvre que les rats ont une société alphabétisée et mécanisée. Ils disposent de technologies telles que les ascenseurs, ont exploité le réseau électrique pour fournir éclairage et chauffage et ont acquis d'autres compétences comme les humains. Leur chef, Nicodème, raconte à Mme Brisby la capture des rats par des scientifiques travaillant pour un laboratoire situé au National Institute of Mental Health (NIMH) et des expériences que les humains ont effectuées sur les rats, ce qui a augmenté leur intelligence au point de pouvoir lire, écrire et utiliser des machines compliquées, tout en améliorant leur longévité et leur force. Cette intelligence et cette force accrues leur ont permis de s'échapper des laboratoires du NIMH et de migrer vers leur emplacement actuel. Jonathan Brisby et M. Ages étaient les deux seuls survivants d'un groupe de huit souris qui avaient fait partie des expériences et avaient permis l'évasion des rats. Par respect et gratitude pour Jonathan, les rats acceptent de déplacer la maison de Mme Brisby à un endroit à l'abri de la charrue. Mais pour cela, ils doivent d'abord droguer le chat Dragon pour pouvoir travailler sans risque...           

## Publication et accueil
Le roman paraît aux États-Unis en 1971 chez Atheneum Books (en) avec des illustrations de Zena Bernstein. 
Dans un essai rétrospectif sur les livres primés de la médaille Newbery de 1966 à 1975, l'auteur pour enfants John Rowe Townsend (en) écrit : « Il me semble que le fait que tous les animaux parlent et se comportent intelligemment depuis le début de l'histoire nuit au développement spectaculaire des rats de laboratoire... Madame Brisby et le Secret de Nimh est un livre agréable, mais je le trouve un peu frustrant ; cela aurait pu être quelque chose de plus que ce qu'il est ». 
Il est traduit en français pour la première fois en 1982 par Jeanne Bouniort, sous le titre de Madame Brisby et le Secret de Nimh au Livre de poche Jeunesse. Il ressort chez Hachette en 2017 sous le titre Frisby et le Secret de Nimh.

## Distinctions
- 1972 : Médaille Newbery [7]
- 1972  : Lewis Carroll Shelf Award (en)[7]
- 1973  : Mark Twain Readers Award (en)[8] (prix littéraire du Missouri)
- 1974 : William Allen White Children's Book Award (en)[9] (prix littéraire du Kansas)

## Adaptations
En 1982, Don Bluth, ancien des studios Disney, réalise le film d'animation Brisby et le Secret de NIMH (The Secret of NIMH). Le film ajoute un élément mystique complètement absent du roman, avec Nicodème dépeint comme un vieux sorcier barbu, sage avec des pouvoirs magiques et une amulette enchantée, plutôt qu'un égal des autres rats. Le personnage de Jenner devient un méchant qui est toujours présent, au lieu d'être parti avant le début de l'histoire. Le corbeau Jeremy a beaucoup plus d'importance dans le film comme élément comique. De plus, le nom de famille Frisby a été changé en « Brisby » pour éviter la contrefaçon de marque avec le Frisbee.   
Plusieurs projets de remakes ont été annoncés. En 2009, Paramount Pictures demande à Neil Burger d'écrire le scénario et à Cary Granat (en) de produire le film basé sur le livre. Mais le 4 mars 2015, la MGM qui avait sorti le film de 1982, récupère les droits du roman. Michael Berg devait l'adapter, tandis que Daniel Bobker et Ehren Kruger le produiraient.  
Le 10 avril 2019, il est annoncé que les frères Russo seraient les producteurs associés du remake. 

## Suites
Après la mort de l'auteur, sa fille Jane Leslie Conly (en) écrit deux autres romans basés sur les rats du NIMH : Racso and the Rats of NIMH (en) raconte l'histoire d'un rat de la ville qui s'enfuit pour rejoindre la nouvelle colonie, se liant d'amitié avec Timothy, tout en sauvant la colonie d'une inondation en cours de route. Dans R-T, Margaret, and the Rats of NIMH (en), les rats sauvent deux enfants humains perdus qui à leur tour aident à sauver la colonie avant l'hiver. 